# Diggin' in dah Vaults
Albums de Black Moon
Enta da Stage
(1993) War Zone
(1999)
Diggin' in dah Vaults est une compilation de Black Moon, sortie le 29 octobre 1996.
L'opus contient sept remixes de titres figurant que leur premier album studio, Enta da Stage, ainsi que d'autres morceaux publiés précédemment comme faces B de singles. 
La chanson Headz Ain't Redee faisait, à l'origine, partie de la bande originale du film New Jersey Drive.
Le label Nervous Records a publié Diggin' in dah Vaults sans l'autorisation de Black Moon, après que le groupe a refusé de produire un nouvel album.
L'album s'est classé 22e au Heatseekers et 33e au Top R&B/Hip-Hop Albums.

## Liste des titres
| No  | Titre                                                                   | Contient un (des) sample(s) de                                                                              | Durée |
| --- | ----------------------------------------------------------------------- | --- | ----- |
| 1.  | How Many Emcees (DJ Evil Dee Remix)                                     | | 4:34  |
| 2.  | Act Like U Want It (DJ Evil Dee Remix)                                  | | 4:58  |
| 3.  | Shit Iz Real                                                            | | 4:27  |
| 4.  | Son Get Wrec (DJ Evil Dee Remix)                                        | | 4:52  |
| 5.  | U Da Man (DJ Evil Dee Remix) (featuring Dru Ha, Havoc et Smif-n-Wessun) | | 4:52  |
| 6.  | Buckshots Freestyle Joint                                               | | 5:36  |
| 7.  | Fuck It Up                                                              | | 3:55  |
| 8.  | I Got Cha Opin (Remix)                                                  | Playing Your Game, Baby de Barry White                                                                      | 4:21  |
| 9.  | Buck Em Down (Remix)                                                    | Wind Parade de Donald Byrd Here We Go (Live at the Funhouse) de Run–DMC Hihache du Lafayette Afro Rock Band | 4:53  |
| 10. | Murder MC's                                                             | Night Whistler de Donald Byrd Think I Will Go Back de Lee Michaels A Whole Lot of Love de Dennis Coffey     | 5:25  |
| 11. | Headz Ain't Redee (featuring Heltah Skeltah, O.G.C. et Smif-n-Wessun)   | Las Vegas Tango de Gary Burton                                                                              | 5:30  |
| 12. | Six Feet Deep                                                           | | 3:47  |